# E-test

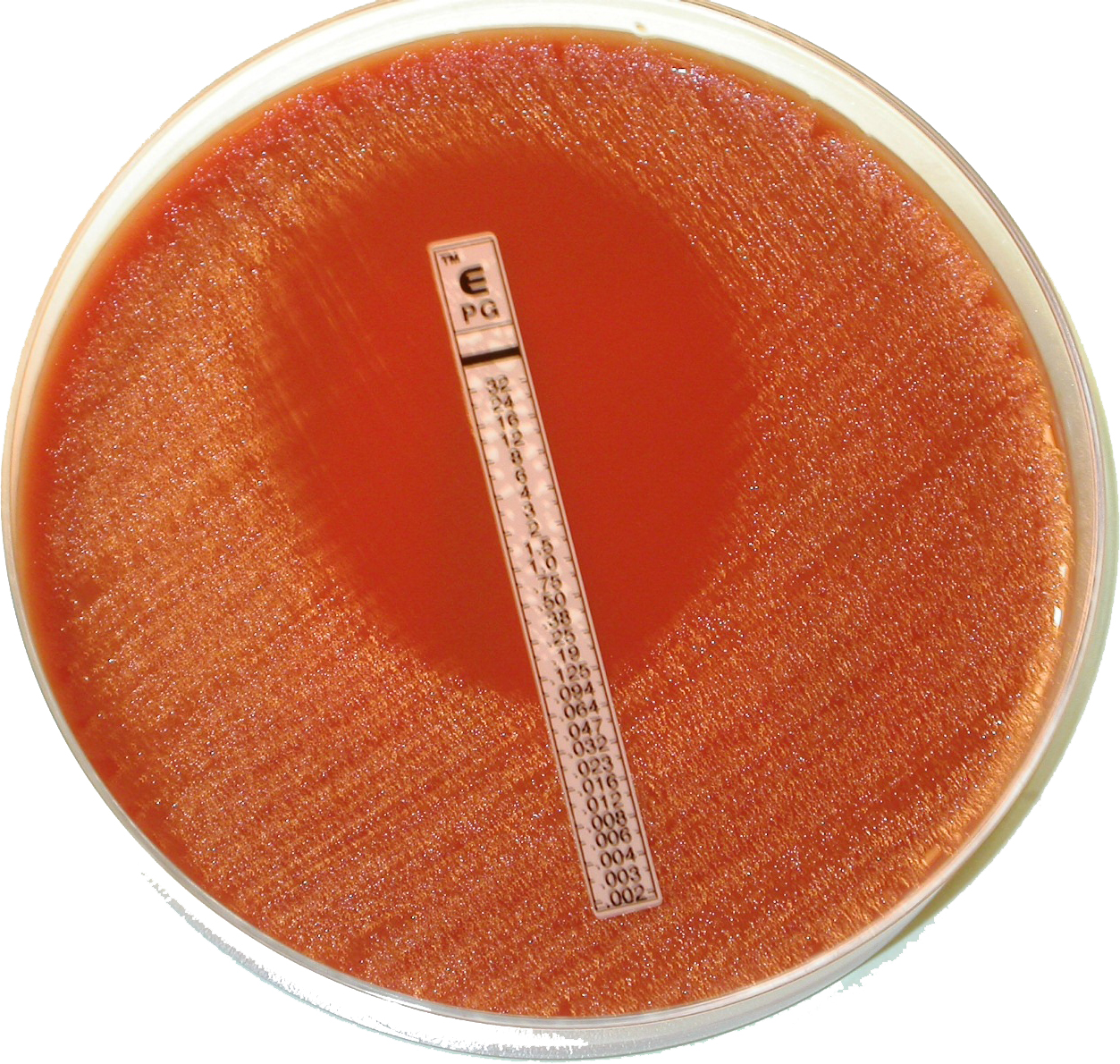
E-test dla dwoinki rzeżączki

E-test (Etest, Epsilometer test) – gradientowo-dyfuzyjna metoda służąca do ustalenia najmniejszego stężenia antybiotyku hamującego wzrost drobnoustroju. Technika ta umożliwia ustalenie stopnia oporności na dany lek i podawanie pacjentowi optymalnych dawek. Jest ona droga i stosowana wyłącznie wtedy, gdy z antybiogramu wynika, że badany szczep jest oporny na wszystkie antybiotyki.
Metoda ta polega na nałożeniu wąskiego plastikowego paska nasączonego antybiotykiem, o stężeniu wzrastającym wzdłuż paska, na wysiane bakterie, inkubację w odpowiednich warunkach oraz odczytanie wyniku po około jednej dobie.
W przeciwieństwie do antybiogramu, badane jest minimalne stężenie hamujące tylko jednego antybiotyku.